# Echipa națională de fotbal din Sfânta Lucia
Echipa națională de fotbal din Sfânta Lucia reprezintă statul Sfânta Lucia în fotbalul internațional. 

## Participări

### Campionatul Mondial
- 1930 până în 1990 - nu a participat
- 1994 până în 2010 - nu s-a calificat

### Cupa de Aur
- 1991 până în 2007 - nu s-a calificat
- 2009 - nu a participat
- 2011 - nu s-a calificat

## Antrenori
- Kingsley Armstrong (1996), (2002-2004)
- Louis Cassim (1999-2000)
- Carson Millar (2004-2006)
- Terrence Caroo (2006-)